# Hendry Thomas
Hendry Thomas (La Ceiba, 23 de Fevereiro de 1985) é um futebolista profissional hondurenho. Atualmente defende o Colorado Rapids.

## Carreira
Thomas fez parte do elenco da Seleção Hondurenha de Futebol nas Olimpíadas de 2008.